# ミーナー・クマーリー
ミーナー・クマーリー（Meena Kumari、1933年8月1日 - 1972年3月31日）は、インドのヒンディー語映画で活動した女優、詩人。「悲劇の女王（The Tragedy Queen）」と呼ばれ、インド映画史上最も偉大な女優の一人に挙げられている。33年間のキャリアを通して90本以上の映画に出演し、フィルムフェア賞 主演女優賞を4回受賞している。1950年代から1960年代にかけて不動の人気を誇ったが、1960年代後半からはアルコール依存症を患うようになりキャリアは低迷し、1972年に肝硬変が原因で死去した。

## 生涯

### 生い立ち
1933年8月1日にアリー・ブックスとイクバル・ベーグムの次女として生まれ、「マフジャビーン（Mahjabeen）」と名付けられたものの、息子を望んでいたアリー・ブックスは娘の誕生にひどく落胆したという。長女はクルシードであり、三女マフリカは「マドゥー（Madhu）」の芸名で子役として活動し、後にメームードと結婚している。出生から間もなく、アリー・ブックスは養育費を工面できずに彼女を孤児院に預けたが、数時間後には考えを改めて彼女を引き取り自宅に連れ帰っている。幼少期のマフジャビーンは映画界への関心がなく、学校に通うことを好んでいたが、両親は娘を女優にすることを夢見て頻繁に映画スタジオに見学に連れて行き、そこで知り合ったヴィジャイ・バットから『Leather Face』に起用されて映画デビューしたが、この時の出演料は25ルピーだったという。同作は1939年に公開され、これによりマフジャビーンは一家の稼ぎ頭となった。1962年にメディアの取材に応じた彼女は、「4歳のころから両親の生活を支えてきたことに大きな満足を感じていた」と語っている。彼女は学校に通いながら映画に出演していたが、多忙のため学業に支障が出ることがあり、学業については個人授業と独学で補っていたという。
父のアリー・ブックスはスンナ派ムスリムで、ベラ（現在のパキスタン・パンジャーブ州）からボンベイに移住してパールシー演劇に従事し、ハーモニウムの演奏やウルドゥー語の詩の執筆や作曲を手掛けたほか、端役として映画にも出演していた。一方、母はキリスト教徒で、アリー・ブックスの第2夫人として結婚した際にイスラム教に改宗し、名前を「プラバーヴァティ・デーヴィ（Prabhavati Devi）」から「イクバル・ベーグム」に改めている。彼女の父はメーラト出身で、ベンガル人の女性と結婚している。イクバル・ベーグムは結婚前は舞台女優として活動しており、タゴール家とは縁戚関係にあるといわれている。マフジャビーンの祖母ヘム・スンダリがラビンドラナート・タゴールの遠縁にあたる人物の娘または妻だとされており、彼女は父（夫）との死別後、彼の一族に連れられてメーラトに移住して看護師となり、同地で知り合ったジャーナリストのピャーレ・ラール・シャキール・ミールティ（1880-1956）と結婚してキリスト教に改宗した。夫婦の間には2人の娘が生まれたが、そのうちの一人がマフジャビーンの母イクバル・ベーグムである。

### キャリア

#### 女優

##### 1930年代 - 1950年代
マフジャビーンは4歳のころから映画界での活動を始め、初期のころはヴィジャイ・バットの『Leather Face』『Adhuri Kahani』『Pooja』『Ek Hi Bhool』に出演しており、当初は「ベイビー・マフジャビーン」とクレジットされていたが、『Ek Hi Bhool』以降はヴィジャイ・バットの指示で「ベイビー・ミーナー」とクレジットされるようになった。その後も『Nai Roshni』『Bahen』『Kasauti』『Vijay』『Garib』『Pratiggya』『Lal Haveli』に出演し、1946年に出演した『Bachchon Ka Khel』で初めて「ミーナー・クマーリー（Meena Kumari）」とクレジットされた。1947年3月25日には母イクバル・ベーグムと死別しており、この時期に出演した『Duniya Ek Sarai』『Piya Ghar Aaja』『Bichchade Balam』では挿入曲の歌手も務めている。1940年代後半に入ると神話映画やファンタジー映画を中心に活動し、『Veer Ghatotkach』『Shri Ganesh Mahima』『Laxmi Narayan』『Hanuman Patal Vijay』『Aladdin Aur Jadui Chirag』に出演し、このほかにも『Magroor』『Hamara Ghar』『Sanam』『Madhosh』『Tamasha』に出演している。
1952年にヴィジャイ・バットの『Baiju Bawra』でヒロイン役を演じ、同作の興行的な成功により主演のバーラト・ブーシャンと共に人気俳優の仲間入りを果たし、フィルムフェア賞 主演女優賞を受賞した。1953年にはビマル・ロイの『Parineeta』でアショーク・クマールと共演し、同作でもフィルムフェア賞主演女優賞を受賞している。同年は『2エーカーの土地』にゲスト出演し、『Footpath』ではディリープ・クマールと初共演した。『Daaera』ではナシール・カーンと共演し、このほかに『Naulakha Haar』『Daana Paani』にも出演している。1954年はB・R・チョープラーの『Chandni Chowk』に出演したほか、『Baadbaan』ではデーヴ・アーナンドと共演し、『Ilzaam』ではキショール・クマールと共演している。1955年にディリープ・クマールと共演した『Azaad』は年間興行成績第2位にランクインし、続けて出演した『Adl-e-Jehangir』『Bandish』も興行的な成功を収めている。また、『Rukhsana』ではキショール・クマールと共演している。1956年は『Mem Sahib』でシャンミー・カプールと初共演して興行的な成功を収め、彼女が演じた現代的な価値観を持つ女性の描写は観客から好評を博した。未亡人の再婚を題材とした『Ek Hi Raasta』ではスニール・ダット、アショーク・クマールと共演し、同作は上映日数が25週間を超え、ジュビリー・ヒットを記録するヒット作となった。『Bandhan』ではプラディープ・クマールと共演し、キショール・クマールと共演した『Naya Andaz』は興行的な成功を収めている。また、プラン、ミヌー・ムムターズ、ラージ・メーヘラー、ヘレンと共演した『Halaku』もシルバー・ジュビリーを記録するヒット作となった。
1957年はL・V・プラサードの『Sharada』でラージ・カプールと初共演し、ベンガル映画ジャーナリスト協会賞 ヒンディー語映画部門主演女優賞を受賞している。また、批評家や観客からの評価も高く、年間興行成績第9位にランクインするなど興行的にも成功を収めた。続けて出演した『Miss Mary』ではジェミニ・ガネーサンと共演し、同作も興行的な成功を収めている。1958年に出演した『Sahara』ではフィルムフェア賞主演女優賞にノミネートされ、『Yahudi』ではディリープ・クマール、ソーラブ・モディ、ナジール・フセイン、ニガール・スルターナーと共演した。同作はローマ帝国のユダヤ人迫害を題材にしたアーガー・ハーシャル・カシュミリのパールシー演劇『Yahudi Ki Ladki』を原作としており、ムケーシュが歌手を務めた「Yeh Mera Diwanapan Hai」が話題を集め、興行的にも成功を収めた。このほか、『Farishta』『Savera』ではアショーク・クマールと共演したが、両作とも興行成績は平均的な結果に終わっている。1959年には『Chirag Kahan Roshni Kahan』でラージェーンドラ・クマール、ハニー・イラニと共演してフィルムフェア賞主演女優賞にノミネートされ、興行的にも成功を収めた。ハージャー・アフマド・アッバースの『Char Dil Char Rahen』ではラージ・カプール、シャンミー・カプール、クムクム、ニンミーと共演し、批評家から好評を博した。H・S・ラーワイルの『Shararat』ではキショール・クマール、ラージ・カプール、クムクムと共演し、キショール・クマールが歌手を務めた「Hum Matwaley Naujawan」が人気を集めた。1955年ヒンドゥー婚姻法制定以前の一夫多妻制時代の社会を題材にした『Chand』ではバルラージ・サーヘニー、パンダリ・バーイー、マノージュ・クマールと共演しており、このほかには『Ardhangini』『Satta Bazaar』『Madhu』『Jagir』に出演している。

##### 1960年代
1960年は『Dil Apna Aur Preet Parai』でラージ・クマール、ナディラと共演し、同作での演技はキャリアの中で最高の演技の一つに挙げられている。また、ラタ・マンゲシュカルが歌手を務めた「Ajeeb Dastan Hai Yeh」も話題を集めた。『Bahana』ではサージャン、メームード、ヘレンと共演し、『Kohinoor』ではディリープ・クマール、リーラー・チトニスと共演している。1961年には『Bhabhi Ki Chudiyan』でバルラージ・サーヘニーと共演して興行的な成功を収め、『Zindagi aur Khwab』『Pyaar Ka Saagar』ではラージェーンドラ・クマールと共演した。
1962年はアブラール・アルヴィの『旦那様と奥様と召使い』に出演した。同作はビマル・ミトラのベンガル語小説『Saheb Bibi Golam』を原作としており、グル・ダット、ラフマーン、ワヒーダー・ラフマーンが出演している。また、V・K・ムールティのカメラワークが高い評価を得たほか、ギーター・ダットが歌手を務めた「Na Jao Saiyaan Chhuda Ke Baiyan」「Piya Aiso Jiya Mein」も話題を集めた。同作では役作りのためにオーデコロンを鼻の下に塗って撮影に臨み、重度のアルコール依存症を患うヒロインの姿を演じてフィルムフェア賞主演女優賞を受賞した。『旦那様と奥様と召使い』は主演女優賞を含めてフィルムフェア賞に4部門ノミネートされたほか、第13回ベルリン国際映画祭では金熊賞にノミネートされ、さらにアカデミー国際長編映画賞インド代表作品にも選出されている。続けて出演した『Aarti』ではアショーク・クマール、プラディープ・クマール、シャシカラと共演し、ベンガル映画ジャーナリスト協会賞ヒンディー語映画部門主演女優賞を受賞した。スニール・ダットと共演した『Main Chup Rahungi』は興行的な成功を収め、ミーナー・クマーリーはフィルムフェア賞主演女優賞にノミネートされている。
1963年はC・V・シュリーダルの『Dil Ek Mandir』に出演して興行的な成功を収め、この年は『Akeli Mat Jaiyo』『Kinare Kinare』にも出演している。1964年はリシケーシュ・ムカルジーの『Sanjh Aur Savera』でグル・ダット、メームードと共演し 、ムスリム社会を題材にした『Benazir』ではアショーク・クマール、シャシ・カプール、タヌージャーと共演している。バーグワティ・チャラン・ヴァルマーの小説『Chitralekha』を原作にした同名タイトルの『Chitralekha』ではアショーク・クマール、プラディープ・クマールと共演し、ムスリム社会における自由恋愛を題材にした『Gazal』ではスニール・ダットと共演した。また、『Main Bhi Ladki Hoon』ではダルメンドラと共演している。1965年にはグルシャン・ナンダの小説『Maadhavi』を原作とした『Kaajal』でダルメンドラ、ラージ・クマール、パドミニ、ヘレン、メームード、ムムターズと共演し、同作は1965年公開のヒンディー語映画トップ20にランクインするヒット作となった。また、ミーナー・クマーリーもフィルムフェア賞主演女優賞を受賞している。このほか、アショーク・クマールと共演した『Bheegi Raat』も興行的な成功を収め、『Purnima』ではダルメンドラと共演している。
1966年はO・P・ラルハンの『Phool Aur Patthar』に出演し、年間興行成績第1位にランクインするヒット作となり、共演したダルメンドラは同作をきっかけにスター俳優の仲間入りを果たした。また、ミーナー・クマーリーもフィルムフェア賞主演女優賞にノミネートされた。その後にバルラージ・サーヘニー、メームードと共演した『Pinjre Ke Panchhi』は興行的に失敗している。1967年はリシケーシュ・ムカルジーの『Majhli Didi』でダルメンドラと共演し、同作は第41回アカデミー賞外国語映画賞出品作の一つに選出された。『Bahu Begum』でアショーク・クマール、プラディープ・クマールと共演したほか、ヌール・ジャハーンとジャハーンギールを描いた恋愛映画『Noor Jehan』ではプラディープ・クマール、ヘレン、ジョニー・ウォーカーと共演している。このほか、ヴァーラーナシーで撮影された37分間のドキュメンタリー映画『After the Eclipse』ではシャシ・カプールと共に声優として出演している。1968年には『Baharon Ki Manzil』でダルメンドラ、ラフマーン、ファリーダー・ジャラールと共演し、同作はこの年に公開されたヒンディー語映画で最も成功した映画の一つになった。また、『Abhilasha』ではサンジャイ・カーン、ナンダと共演している。

##### 1970年代

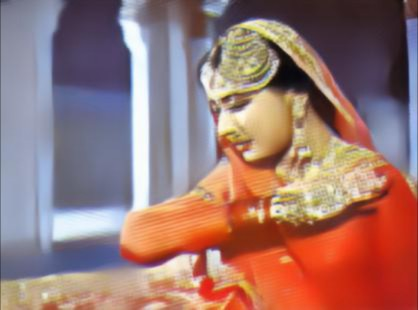
『パーキーザ 心美しき人』出演時のミーナー・クマーリー

1970年は『Jawab』でジーテンドラ、リーナ・チャンダヴァルカール、アショーク・クマールと共演し、『Saat Phere』ではプラディープ・クマール、ムクリと共演している。1971年にはグルザールの監督デビュー作『Mere Apne』でヴィノード・カンナー、シャトルガン・シンハーと共演し、1972年は『Dushmun』でラージェーシュ・カンナーと共演して興行的な成功を収めた。また、サンジャイ・クマール、ムムターズと共演した『Gomti Ke Kinare』はミーナー・クマーリーが死去した後の1972年11月22日に公開された。
1972年2月3日には生前最後の劇場公開作品となる『パーキーザ 心美しき人』のプレミア上映がマラーター・マンディールで開催され、この際には映画フィルムが豪華な装飾が施された輿に乗せられて劇場まで運び込まれた。同作は1956年から撮影が開始された作品で、ミーナー・クマーリーは健康状態が悪化する中で映画の完成を急がせ、病を押して撮影に参加したという。『パーキーザ 心美しき人』は同年2月4日から劇場公開が始まり、公開日数が33週間を越えシルバー・ジュビリーを記録するヒット作となった。同作でミーナー・クマーリーはフィルムフェア賞主演女優賞にノミネートされたほか、ベンガル映画ジャーナリスト協会賞の特別賞を受賞している。

#### プレイバックシンガー
ミーナー・クマーリーはプレイバックシンガーとしても活動し、子役時代には『Bahen』などで挿入曲の歌手を務めた。主演女優になってからは『Duniya Ek Sarai』『Piya Ghar Aaja』『Bichchade Balam』『Pinjre Ke Panchhi』で歌手を務めている。また、『パーキーザ 心美しき人』でも挿入曲を歌っているが、この曲は映画では使用されず、後にリリースされたサウンドトラックに収録された。

#### 詩人
ミーナー・クマーリーはウルドゥー語詩人としても活動し、「ナーズ（Naaz）」のペンネームを名乗っていた。彼女の詩について、歴史家フィリップ・バウンズと作家デイジー・ハーサンは「詩はクマーリーにとって、彼女自身のパブリックイメージから距離を置き、同時に彼女を世間の注目の的にした業界への批判をするための媒体だった。その意味において、彼女の詩はボリウッドだけではなく、彼女自身についても書かれている」と指摘している。
1971年には彼女の詩をもとにしたアルバム「I write, I recite」がLVレコードからリリースされ、ムハンマド・ザーフル・ハイヤームが作曲を手掛けている。また、収録されている詩はミーナー・クマーリーが朗読し、歌っている。1972年にはグルザールが編纂したミーナー・クマーリーの詩集「Tanha Chand (Lonely Moon)」が、彼女の死後に出版されたほか、2006年には「I write, I recite」が再版され、2014年には詩集「Meena Kumari, the Poet: A Life Beyond Cinema」が出版されている。

### 結婚生活

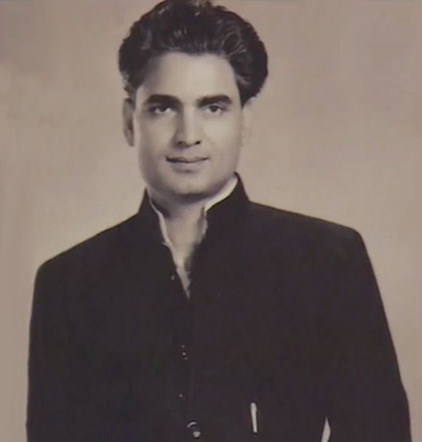
カマール・アムローヒー

1938年、カマール・アムローヒーは『Jailor』の撮影のために必要な子役を探していた時にミーナー・クマーリーと初めて出会った。数年後、『Tamasha』の撮影中にアショーク・クマールから彼女を紹介されたアムローヒーは、次回作の『Anarkali』で彼女をヒロイン役に起用した。1951年3月13日に出演契約を結んだものの、ミーナー・クマーリーは5月21日に滞在先のマハーバレーシュワルからボンベイに戻る途中で交通事故に巻き込まれ、左手を負傷した彼女はプーナのサッスーン病院に搬送され、この時の怪我が原因で彼女は左手の小指にバンドを巻くようになり、映画出演時には衣装でバンドを隠していたという。入院生活は4か月間続き、入院中はアムローヒーが頻繁に見舞いに訪れ、これをきっかけに2人は恋愛関係に発展した。しかし、この事故と長期の入院が原因となり、『Anarkali』の製作は中止となった。
1952年2月14日、ミーナー・クマーリーとアムローヒーはカーディーと妹マドゥーの立ち合いのもと、イスラム式の結婚式を挙げた。式を終えた後、アムローヒーはシオンの自宅に戻り、ミーナー・クマーリーとマドゥーもそれぞれ自宅に戻ったという。この時点でアムローヒーは既婚者で3人の子供がおり、2人の結婚は極秘裏に行われた。しかし、数か月後には結婚生活は破綻し、父のアリー・ブックスからは離婚するように勧められ、彼女は父の自宅に戻ったものの離婚には同意しなかった。一方、アムローヒーは1953年に製作した『Daaera』でミーナー・クマーリーをヒロイン役に起用し、父に出演を反対されたためアムローヒーの自宅に戻った。
結婚後、アムローヒーは条件付きでミーナー・クマーリーに女優業を続けることを許可し、彼女は条件を受け入れたものの、次第に条件を無視するようになったという。また、アブラール・アルヴィによると、『旦那様と奥様と召使い』の撮影時、アムローヒーは助手であるバカル・アリーをミーナー・クマーリーの監視役として撮影現場に派遣していたという。伝記作家のヴィノード・メーヘターは著書の中で、ミーナー・クマーリーがアムローヒーから身体的虐待を受けていたと指摘している。アムローヒーは虐待について否定しているが、メーヘターは6つの情報源から虐待の事実を確認したと反論している。これについては、ミーナー・クマーリーの友人だったナルギスも「虐待の事実はあった」と発言している。これらの発言の根拠としては、ミーナー・クマーリーがバカル・アリーと『Pinjre Ke Panchhi』の撮影中に口論した際の出来事が挙げられている。彼女はアムローヒーに連絡を取ったが「すぐに家に戻れ」と言われたことに激昂してマドゥーの自宅に戻り、これ以降二度とアムローヒーの自宅には寄り付かなくなったという。

### 死去

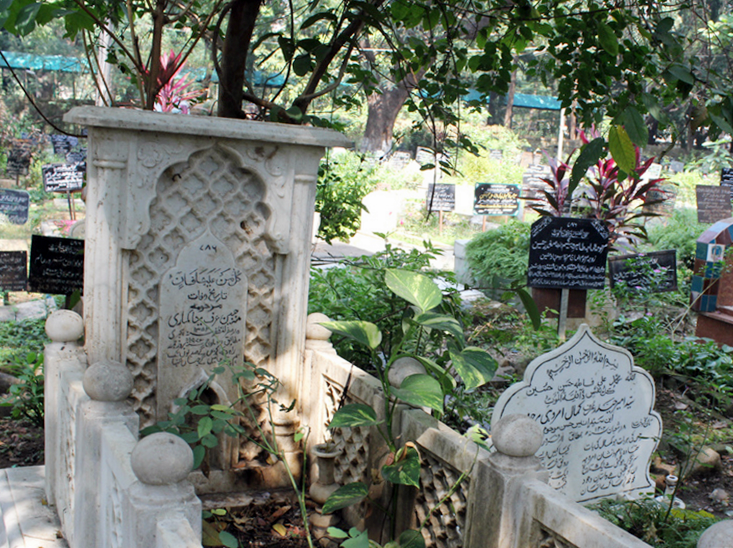
ミーナー・クマーリーの墓

ミーナー・クマーリーは慢性的な不眠症に悩まされており、医師の勧めで睡眠薬の代わりにブランデーを飲むようになった。1964年にアムローヒーと別居してからは飲酒量が増加し、このころにはダルメンドラ、グルザール、サーワン・クマール・タークとの関係が噂されるようになった。1968年には肝硬変と診断され、6月にロンドンとスイスで治療を受けて回復し、9月にはインドに帰国して女優業に復帰した。
『パーキーザ 心美しき人』の公開から3週間後、ミーナー・クマーリーは重病にかかり、1972年3月28日にセント・エリザベス・ナーシングホームに入所した。しかし、2日後に昏睡状態に陥り、同月31日に死去している。死因は肝硬変と診断され、遺体はアムローヒーの意向によりマズガオンにあるラフマターバード墓地に埋葬された。墓石には彼女の意向で「彼女は壊れたヴァイオリン、壊れた歌、壊れた心で生涯を終えた。しかし、後悔は一つもなかった」という文章が刻まれている。ミーナー・クマーリーが死去した日、ボンベイの劇場では『Baiju Bawra』が追悼上映され満席となり、観客は涙を流して彼女の死を悼んだという。また、ナルギスは『シャーマ』に「Meena – Maut Mubarak Ho」と題したエッセイを寄稿して彼女の死を悼んだほか、1973年10月には彼女の名前を冠した「ミーナー・クマーリー・フォー・ザ・ブラインド」を立ち上げている。1993年2月11日にはアムローヒーが死去し、彼の遺体は生前の希望によりミーナー・クマーリーの隣に埋葬された。

## 評価

### 人物評
ミーナー・クマーリーは現在でも高い人気を誇るファッショントレンドを生み出したことで知られており、ジャーヴェード・アクタルは「1950年代の女性はお団子ヘアから伝統的なビンディーにいたるまで、彼女の控えめで品格のあるファッショントレンドを参考にしていた」と語っている。また、サンジャイ・リーラー・バンサーリーは『パーキーザ 心美しき人』の美学と、彼女が演じた優雅で美貌のある役柄を高く評価しており、彼女が身に着けていたバーラーナシー・サリーやカンジーヴァラム・サリーは時代を経ても高い人気を集め、ファッションデザイナーのサビヤサチ・ムカルジーが彼女のファッションをお気に入りに挙げている。このほか、タージダル・アムローヒーは「1969年に『パーキーザ 心美しき人』の撮影が再開された時、最初に撮影した曲が"Mausam Hai Ashiqaana"だったんだけど、この曲でクマーリーは女性がルンギーを着るという新しいファッショントレンドを生み出したんだよ」と語っている。2016年2月24日にムンバイで開催された「ウーマンフッド・フェスティバル」では、彼女の写真や肖像画を含む宣伝用資料や記念品が展示された。また、女優としての輝かしい経歴と、反比例するような過酷な私生活は、マスメディア・名声・消費文化などの現代社会が抱える問題の議論の題材に取り上げられることが多く、ミーナー・クマーリーの誕生日には毎年彼女を特集した記事やテレビ番組が放送されている。ミーナー・クマーリーはマリリン・モンローに親近感を抱いており、彼女の夫アーサー・ミラーがカマール・アムローヒーに似ていたことも親近感を抱く理由になったという。
2010年には『フィルムフェア』の「ボリウッドの印象的な演技ベスト80」に『旦那様と奥様と召使い』『パーキーザ 心美しき人』の演技が選ばれ、英国映画協会の「インド映画トップ10」では『Baiju Bawra』『Do Bigha Zameen』が選ばれている。また、インド映画100周年を記念して実施された『ニュース18』の「ベスト映画100」に『旦那様と奥様と召使い』『Do Bigha Zameen』『パーキーザ 心美しき人』がランクインしており、1952年から1961年にかけて『Box Office India』の「トップ女優」にランクインしていた。また、『ヒンドゥスタン・タイムズ』など多くのメディアで彼女をセックスシンボルに挙げている。2011年には『Rediff.com』がミーナー・クマーリーを「インド史上最高の女優」の第4位に選び、「『旦那様と奥様と召使い』における彼女の演技は、あらゆる映画の主演女優たちにの中でも最高の演技であり、女優とキャラクターとの間に境界線を引くことが困難なほどに完璧な演技だった」と批評しており、2012年にはニューデリー・テレビジョンの「史上最も人気のあるボリウッド女優」で第3位に選ばれ、2021年には『タイムアウト』の「ボリウッド女優ベスト10」で第3位に選ばれている。このほか、2022年には『アウトルック』の「ボリウッド女優ベスト75」に選ばれ、2023年にはラジーヴ・マサンドが彼女を最高の女優の一人に選んでいる。

### 演技評

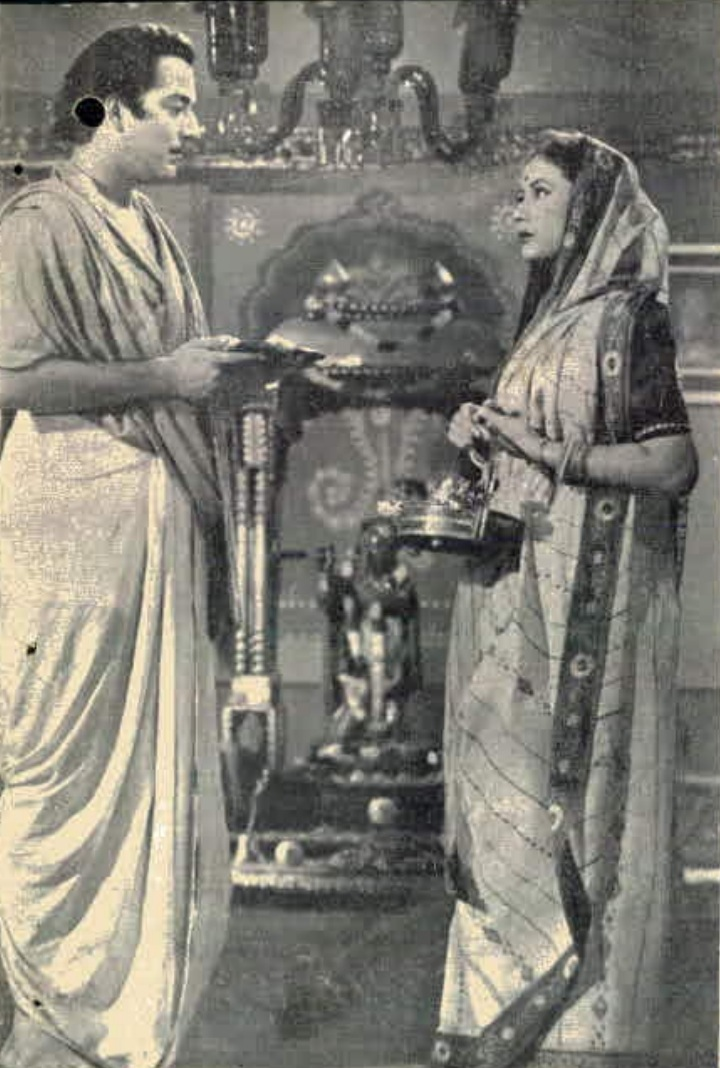
『Bandhan』出演時のプラディープ・クマール、ミーナー・クマーリー

彼女は涙を流すシーンではグリセリンなどの小道具を使わず、実際に涙を流して演技していたという。キャリアの全盛期には業界で最も高給取りの女優として名前が挙がり、シボレー・インパラを購入した最初の女優でもあった。映画批評家のバーワナ・ソマーヤは「ミーナー・クマーリーが力強い女性を演じたため、当時のトップ俳優の多くが彼女との共演を嫌がっていた時期があった」と指摘し、ヴィノード・メーヘターは「ミーナー・クマーリーは、スター俳優がブレイクするための生殺与奪権を握るほどの存在だった。また、彼女は『Chirag Kahan Roshni Kahan』のラージェーンドラ・クマールや『Ek Hi Raasta』のスニール・ダットなど、新人俳優に対しては保護者・演技指導者として振る舞っていた」と指摘したほか、アフィーファ・バーヌは「彼女はファンタジーの対象であり、メランコリーのモチーフだった」と批評している。また、ミーナー・クマーリーはダルメンドラの初期のキャリアを支え、彼がスター俳優になるための大きな役割を果たしたと評価されている。このほか、ラッチュ・マハーラージは、彼女のダンス技術について「ターンのやり方や肩の角度など、彼女の所作は自然に身につけたもので、技術として教えることは、まず不可能でしょう」と絶賛している。アショーク・クマールは「ミーナーは、生まれながらの女優だった。彼女は出演作を選り好みする傾向が強かったが、一度その役を引き受けたら丹念に役を演じていたし、その繊細な演技が今でも人々の記憶に残っているのは驚くほどのことではないよ。台本にない台詞を言うことが何度かあって、ミーナーがどんな反応をするのか心配していたんだけれど、彼女は的確な反応を返してくれて、私をよく驚かせてくれたよ」と語っており、バーワナ・ソマーヤは「『パーキーザ 心美しき人』はセルロイドの詩だ。この映画に出演するのは、ミーナー・クマーリー以外にはいない」と批評している。
ヴィノード・メーヘターは「ある監督から聞いた話」として「悲劇王ディリープ・クマールでさえ、彼女の前では平静を装うのは困難だった」と語っている。また、マドゥバーラーはミーナー・クマーリーのファンであることを公言しており、「彼女はユニークな声の持ち主です。ほかの女優のだれにも真似できない声なんです」と語っており、サタジット・レイは「彼女は間違いなく最高の女優だ」と絶賛したほか、アミターブ・バッチャンも「誰も、誰一人として、ミーナー・クマーリーのように台詞を発することはできない……誰もだ、これまでも……そして、これからもだ」と絶賛している。さらに、ノウシャードは「ヒンディー語映画界がどれだけ素晴らしい女優をプロデュースしても、ミーナー・クマーリーの再来を生み出すことは不可能だろう」と指摘し、ハージャー・アフマド・アッバースは「彼女が生きていれば、もっと聡明な脚本家や監督たちに、彼女の才能に相応しい映画を作らせるためのインスピレーションを与えていたことだろう」と語っており、カンガナー・ラーナーウトは「彼女の全盛期には、メディアと映画界はミーナー・クマーリーを"ヒロインの中の女優"と呼んでいた」と語っている。サンジャイ・リーラー・バンサーリーとリチャー・チャッダーは『ヒーラマンディ: ダイヤの微笑み』の製作に際して、ミーナー・クマーリーと『パーキーザ 心美しき人』からインスピレーションを得ていたことを明かしており、アーリヤー・バットも『ガングバイ・カティヤワディ』に出演する際に彼女の演技を参考にしたと語っている。

### 受賞歴
| 年                               | 部門                           | 作品                          | 結果             | 出典             |
| フィルムフェア賞                 | フィルムフェア賞               | フィルムフェア賞              | フィルムフェア賞 | フィルムフェア賞 |
| -------------------------------- | ------------------------------ | ----------------------------- | ---------------- | ---------------- |
| 1954年                           | 主演女優賞                     | 『Baiju Bawra』               | 受賞             | [ 81 ] [ 82 ]    |
| 1955年                           | 主演女優賞                     | 『Parineeta』                 | 受賞             | [ 81 ] [ 82 ]    |
| 1956年                           | 主演女優賞                     | 『Azaad』                     | ノミネート       | [ 81 ] [ 82 ]    |
| 1959年                           | 主演女優賞                     | 『Sahara』                    | ノミネート       | [ 81 ] [ 82 ]    |
| 1960年                           | 主演女優賞                     | 『Chirag Kahan Roshni Kahan』 | ノミネート       | [ 81 ] [ 82 ]    |
| 1963年                           | 主演女優賞                     | 『旦那様と奥様と召使い』      | 受賞             | [ 81 ] [ 82 ]    |
| 1963年                           | 主演女優賞                     | 『Aarti』                     | ノミネート       | [ 81 ] [ 82 ]    |
| 1963年                           | 主演女優賞                     | 『Main Chup Rahungi』         | ノミネート       | [ 81 ] [ 82 ]    |
| 1964年                           | 主演女優賞                     | 『Dil Ek Mandir』             | ノミネート       | [ 81 ] [ 82 ]    |
| 1966年                           | 主演女優賞                     | 『Kaajal』                    | 受賞             | [ 81 ] [ 82 ]    |
| 1967年                           | 主演女優賞                     | 『Phool Aur Patthar』         | ノミネート       | [ 81 ] [ 82 ]    |
| 1973年                           | 主演女優賞                     | 『パーキーザ 心美しき人』     | ノミネート       | [ 81 ] [ 82 ]    |
| ベンガル映画ジャーナリスト協会賞 |                                |                               |                  |                  |
| 1958年                           | ヒンディー語映画部門主演女優賞 | 『Sharada』                   | 受賞             |                  |
| 1963年                           | ヒンディー語映画部門主演女優賞 | 『Aarti』                     | 受賞             |                  |
| 1965年                           | ヒンディー語映画部門主演女優賞 | 『Dil Ek Mandir』             | 受賞             |                  |
| 1973年                           | 特別賞                         | 『パーキーザ 心美しき人』     | 受賞             | [ 37 ]           |
| シャーマ＝スシュマ映画賞         |                                |                               |                  |                  |
| 1973年                           | 主演女優賞                     | 『パーキーザ 心美しき人』     | 受賞             | [ 83 ]           |

## レガシー

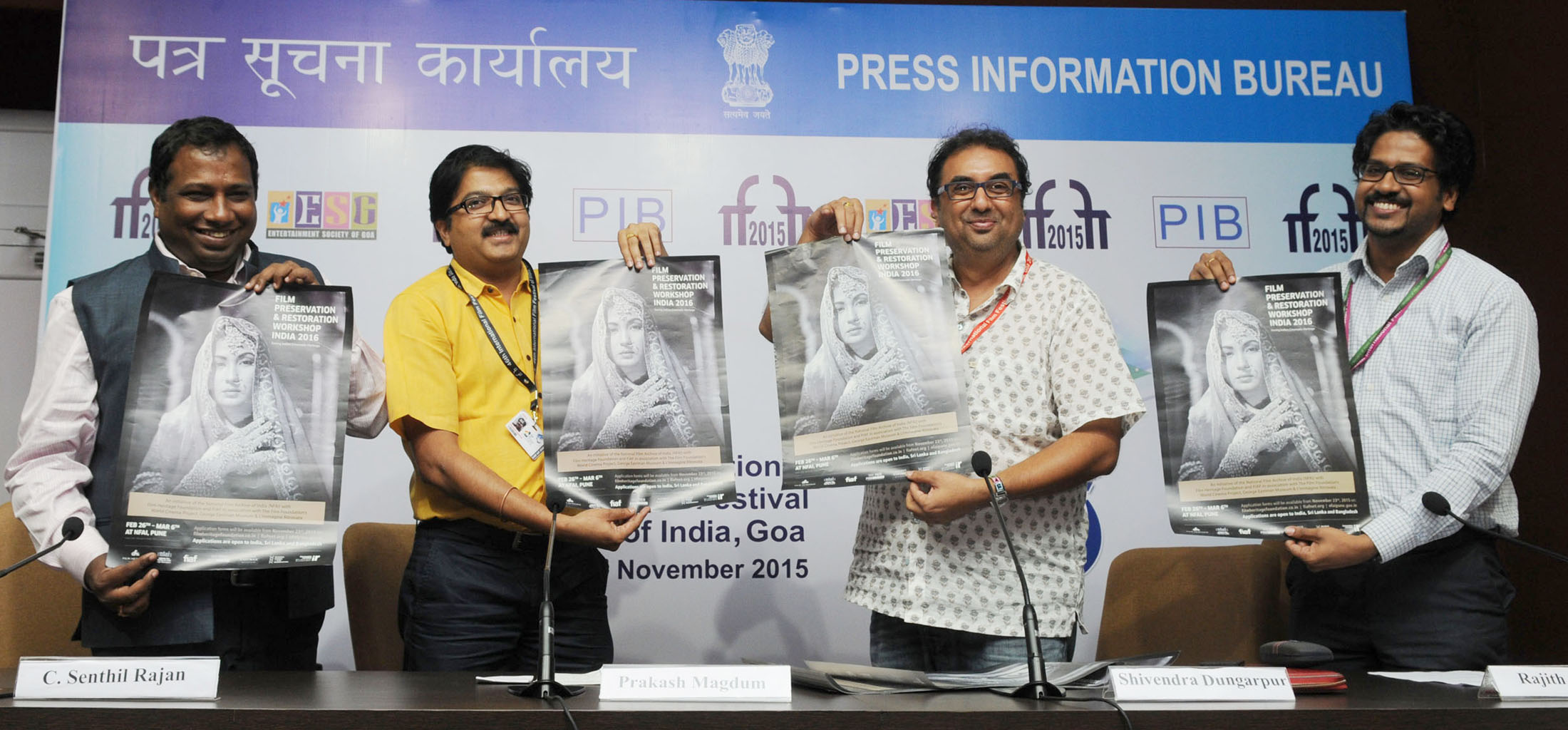
第46回インド国際映画祭でミーナー・クマーリーの復元ポスターを披露するインド国立フィルム・アーカイヴ所長プラカーシュ・マグダムたち映画祭関係者

1979年に彼女の生涯を扱った『Meena Kumari Ki Amar Kahaani』が公開された。同作はソーラブ・モディが監督を務め、ラージ・クマールやラージェーンドラ・クマールなど同時代を生きた関係者のインタビューが収録されており、ムハンマド・ザーフル・ハイヤームが映画音楽の作曲を手掛けているほか、ドリーがミーナー・クマーリー役、ソーナー・ミルザがマドゥバーラー役を演じている。1980年にはS・スクデーヴとグルザールが共同監督を務めた短編ドキュメンタリー映画『Shaira』が公開されている。1990年に『Naaka Bandi』に出演したシュリデヴィは、挿入曲「Main Lagti Hoon Sridevi」が流れるシーンでミーナー・クマーリーをイメージした演技をしており、2007年に公開された『Salaam-e-Ishq』ではプリヤンカー・チョープラーがミーナー・クマーリー、ナルギス、マドゥバーラーをそれぞれ演じている。。このほか、2011年2月13日にはミーナー・クマーリーの記念切手がインディア・ポストから発行されている。
2012年にバンドスタンド・プロムナードの一角にウォーク・オブ・ザ・スターズが設置され、ヒンディー語映画界の俳優たちの手形や署名のプレートが設置された。ミーナー・クマーリーの署名プレートも設置されたが、2014年にウォーク・オブ・ザ・スターズは閉鎖され、彼女の署名プレートも撤去されている。2018年5月にはジャイプルのジャワハル・カーラ・ケンドーラで彼女の生涯を題材にした演劇『Ajeeb Dastaan Hai Yeh』が上演され、8月1日には生誕85周年を記念してGoogle Doodleが製作された。また、2023年にはキラン・ナダル美術館で開催された展覧会「Sitaare Zameen Par」で、写真家J・H・タッカルが撮影したミーナー・クマーリーの写真が展示されたほか、彼女の記念品が複数の女優の記念品と共にネットオークションに出品されている。2024年にはミーナー・クマーリーの生誕91周年を記念して、彫刻家パンカジ・バールガヴァが彼女の彫刻を製作している。

## 伝記

### 書籍
1972年10月にヴィノード・メーヘターが著した『Meena Kumari: The Classic Biography』が出版された。同作はミーナー・クマーリーの死去から間もなく出版され、これが初めて出版されたミーナー・クマーリーの伝記であり、2013年5月に再版されている。1998年にはモーハン・ディープが『ドーパハル・カー・サーマナ』で連載していた非公式の伝記が『Simply Scandalous』のタイトルで出版され、2006年にはマドゥープ・シャルマが著した『Aakhri Adhai Din』が出版されている。

### 映画
2004年にプリティシュ・ナンディ・コミュニケーションズが『旦那様と奥様と召使い』のリメイク企画を発表し、アイシュワリヤー・ラーイがミーナー・クマーリーの演じたチョーティ・バーブ役に起用された。後にプリヤンカー・チョープラーが彼女に代わりチョーティ・バーブ役に起用されたものの、最終的に企画は白紙化されている。このリメイク企画はリトゥポルノ・ゴーシュによってテレビシリーズ『Sahib Biwi Gulam』として実現した。同作は2004年にテレビ放送され、ラヴィーナー・タンダンがチョーティ・バーブ役を演じている。
2015年にティグマンシュ・ドゥーリアが『Meena Kumari – The Classic Biography』の映画化を発表し、カンガナー・ラーナーウトがミーナー・クマーリー役に起用されたものの、ミーナー・クマーリーの義息タージダル・アムローヒーが映画化に反対したことで企画は白紙化された。同年にはカラン・ラズダンがミーナー・クマーリーの伝記映画の製作を発表し、ミーナー・クマーリー役にはマドゥリ・ディークシットやヴィディヤー・バーランが候補に挙がったものの2人とも出演を辞退したため、カラン・ラズダンはサニー・レオーネの起用を検討したほか、リチャー・チャッダー、ジャヤー・プラダ、ジャーンヴィ・カプール、カリシュマ・シャルマ、アヌプリヤー・ゴーエンカー、ブーミー・ペードネーカル、ディヴィヤ・ダッタ、クリティ・サノン、ニティヤ・メーノーン、トリプティ・ディムリ、ラスィカー・ドゥッガルが候補に挙がっていた。2018年にはクッティ・パドミニがミーナー・クマーリー、モハメド・ラフィ、J・P・チャンドラバーブ、オート・シャンカルの生涯を描くウェブシリーズを製作することを発表した。彼女は子役時代に『Dil Ek Mandir』でミーナー・クマーリーと共演した経験があり、「ウェブシリーズ製作を通して彼女への敬意を捧げたい」と語っている。2019年にはサンジャイ・リーラー・バンサーリーが『Baiju Bawra』のリメイク版製作を発表し、ミーナー・クマーリーが演じたゴウリー役にはアーリヤー・バットが起用されたが、発表以前はディーピカー・パードゥコーンも候補に挙がっていた。リメイク版の撮影は2023年以降に開始される。
2020年にオールマイティ・モーション・ピクチャーズがアシュウィニー・バトナガルの著作『Starring..Mahjabeen as Meena Kumari』の映像化を発表したが、これに対してタージダル・アムローヒーは同作が自分の許可なく出版されたものであり、さらに父カマール・アムローヒーを虐待者として否定的に描いていることを理由に映画化に反対した。後にアシュウィニー・バトナガルは、「同作はミーナー・クマーリーの女優としてのキャリアに焦点を当てた著作であり、カマール・アムローヒーを否定的に描いた事実はない」と釈明する一方、「ミーナー・クマーリーは公人であり、公人を題材にした創作の製作に許可を与える権利を持つ人物は存在しない」と反論している。同作はウェブシリーズを製作した後、映画を製作する構想であることが明かされている。
2022年2月にはサレガマとビラール・アムローヒー（カマールの孫）が共同で、『パーキーザ 心美しき人』の舞台裏を題材にしたミーナー・クマーリーとカマール・アムローヒーのラブストーリーをウェブシリーズとして製作することを発表した。製作はヨードリー・フィルムズが手掛け、2023年の配信を予定していた。2024年9月にはシッダールト・P・マルホートラーがアムローヒー家協力のもと、ミーナー・クマーリーとカマール・アムローヒーの関係を描いた伝記映画『Kamal Aur Meena』の製作を発表した。同作の脚本はバーヴァニ・アイヤルとカウサル・ムニール、作詞はイルシャード・カミル、映画音楽の作曲はA・R・ラフマーンが手掛け、2026年の公開を予定している。2022年3月にT-Seriesがクリティ・サノン主演でミーナー・クマーリーの伝記映画を製作することを発表し、ハンサル・メーヘターが監督に起用されたものの、同年7月にマニーシュ・マルホートラーに交代している。しかし、2024年11月に企画が白紙化されている。このほか、2023年にはパキスタンで『パーキーザ 心美しき人』のリメイク製作が発表され、ミーラー・ジーがヒロイン役に起用された。